# Kresnikprijs
De Kresnikprijs is een Sloveense literaire prijs die jaarlijks wordt uitgereikt door de kwalitietskrant Delo aan de auteur van de beste Sloveense roman van het afgelopen jaar. De prijs is voor het eerst uitgereikt in juni 1991 met als doel het schrijven van romans in de Sloveense taal te bevorderen. Het dankt zijn naam aan de kresnik, een mythologisch wezen die de zon voorstelt. De prijswinnaar krijgt ook de eer om het vreugdevuur bij de uitreiking op de Rožnikheuvel aan te steken.

## Winnaars

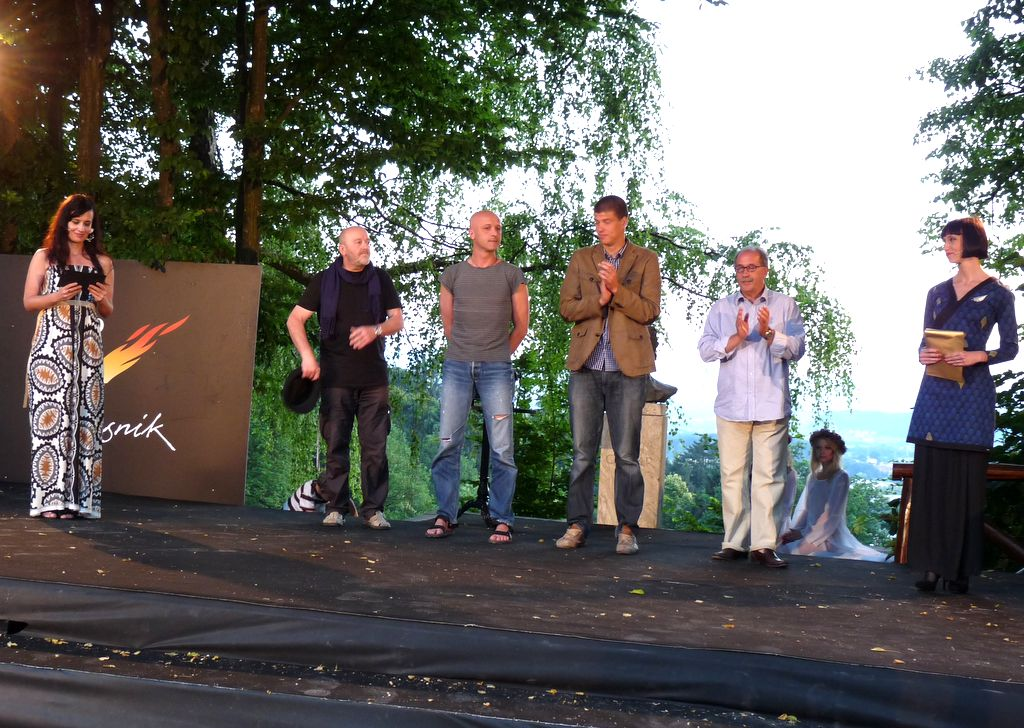
Uitreikingceremonie van de Kresnikprijs, 2013.

Indien de werken in het Nederlands vertaald zijn, staat de Nederlandse titel tussen haakjes.
- 1991 - Lojze Kovačič, Kristalni čas
- 1992 - Feri Lainšček, Namesto koga rože cveti
- 1993 - Miloš Mikeln, Veliki voz
- 1994 - Andrej Hieng, Čudežni Feliks
- 1995 - Tone Perčič, Izganjalec hudiča
- 1996 - Berta Bojetu, Ptiča hiša
- 1997 - Vlado Žabot, Volčje noči
- 1998 - Zoran Hočevar, Šolen z Brega
- 1999 - Drago Jančar, Zvenenje v glavi
- 2000 - Andrej Skubic, Grenki med
- 2001 - Drago Jančar (2), Katarina, pav in jezuit
- 2002 - Katarina Marinčič, Prikrita harmonija
- 2003 - Rudi Šeligo, Izgubljeni sveženj
- 2004 - Lojze Kovačič* (2), Otroške stvari
- 2005 - Alojz Rebula, Nokturno za Primorsko
- 2006 - Milan Dekleva, Zmagoslavje podgan
- 2007 - Feri Lainšček (2), Muriša
- 2008 - Štefan Kardoš, Rizling polka
- 2009 - Goran Vojnović, Čefurji raus!
- 2010 - Tadej Golob, Svinjske nogice
- 2011 - Drago Jančar (3), To noč sem jo videl (Die nacht zag ik haar)
- 2012 - Andrej Skubic (2), Koliko si moja
- 2013 - Goran Vojnović (2), Jugoslavija, moja dežela
- 2014 - Davorin Lenko, Telesa v temi
- 2015 - Andrej Skubic (3), Samo pridi domov
- 2016 - Miha Mazzini, Otroštvo
- 2017 - Goran Vojnović (3), Figa
- 2018 - Drago Jančar (4), In ljubezen tudi (En ook de liefde)
- 2019 - Bronja Žakelj, Belo se pere na devetdeset
- 2020 - Veronika Simoniti, Ivana pred morjem
- 2021 - Borut Kraševec, Agni
- 2022 - Roman Rozina, Sto let slepote
- 2023 - Lado Kralj*, Ne bom se več drsal na bajerju
- 2024 - Anja Mugerli, Pričakovanja

*Deze prijzen werden postuum uitgereikt.

## Bron
- Križnar, Katja; 30 jaar Kresnikprijs (in het Sloveens)